# Храбрый заяц
«Храбрый заяц» — рисованный мультфильм с элементами игрового кино 1955 года по сказке Дмитрия Мамина-Сибиряка «О храбром зайце — длинные уши, косые глаза, короткий хвост» из сборника «Алёнушкины сказки».

## Награды
- 1957 — Диплом I Британского международного кинофестиваля (Фестиваль фестивалей) в Лондоне[1].

## Сюжет
Эта история началась в обыкновенной деревенской избе. Жили в ней бабушка с двумя внучатами. Мальчик и девочка рассуждали о том, кто храбрее и кто чего боится, и вдруг увидели маленькую мышку и сильно испугались. Бабушка пожурила их, чтобы те не боялись, и стала рассказывать поучительную сказку (поначалу она хотела отказать внукам, но те всё же уговорили её).
В далёком лесу поживал себе заяц. И боялся он всех и всего — такой был трусишка. С утра до ночи только и делал, что дрожал от страха. Даже его родные над ним смеялись, и вскоре косому всё это надоело, и решил он доказать, что он самый смелый. И вот собрал наш герой однажды на поляне всех зайцев и заявил, что никого не боится — ни волка, ни лисы, и даже медведя. И так всем стало весело, что стали зайцы радоваться и хохотать, прыгать и танцевать на снежной поляне. А храбрец ещё пуще хвалился своей отвагой. А в это самое время по лесу бродил старый голодный волк. Тот мечтал о зайцах, которых он мог проглотить бы целиком. И тут хищнику крупно повезло — вышел он точь-в-точь на то самое место, где заяц-хвастун похвалялся тем, что не страшен ему никто и готов сразиться с любым противником. А когда храбрец увидел настоящего врага, его сердце ушло в пятки, что даже заикаться начал. С большого перепугу заяц сам так напугал волка, что Серый еле ноги унёс подальше от сумасшедшего. Волк сбежал, да вот косой тоже куда-то запропастился. Долго искали хвастуна звери и с трудом нашли его в тайном уголке. Те стали поздравлять зайца с такой громкой победой, и с тех пор косой и сам стал верить, что он такой храбрый и отважный.
В конце фильма Маша и Ваня пообещали бабушке, что больше никогда не будут бояться мышки, после чего попросили, чтобы она рассказала им ещё одну сказку. Но бабушка, утихомирив внуков, укладывает их спать.

## Создатели фильма
| Сценарий                        | Ивана Иванова-Вано |
| Режиссёр                        | Иван Иванов-Вано |
| Художники-постановщики          | Михаил Ботов, Константин Карпов |
| Композитор                      | Юрий Левитин |
| Текст песен                     | Сергея Богомазова |
| Оператор                        | Николай Воинов |
| Руководитель съёмок в павильоне | К. Венц |
| Операторы съёмок в павильоне    | Олег Куховаренко, Марис Рудзитис |
| Звукооператор                   | Николай Прилуцкий |
| Ассистент режиссёра             | В. Свешникова |
| Ассистент художника             | Татьяна Александрова |
| Помощник режиссёра              | Н. Гешелина |
| Монтажёр                        | Лидия Сазонова |
| Художники-мультипликаторы       | Василий Рябчиков, Фаина Епифанова, Фёдор Хитрук, Вячеслав Котёночкин, Борис Меерович, Татьяна Фёдорова, Владимир Попов, Борис Чани, Лидия Резцова, Вадим Долгих, Роман Давыдов, Константин Малышев |
| Художники-декораторы            | Ирина Светлица, Вера Роджеро, Вера Валерианова |
| Роли исполняют                  | Виктор Коваль — Ваня Лена Алёшина — Маша Вера Попова — бабушка |
| Роли озвучивают                 | Георгий Вицин — храбрый заяц Владимир Володин — волк Георгий Милляр — старый заяц (в титрах не указан)                                                                                             |